# 이성촌
이성촌(1968년 5월 10일 ~ )는 대한민국의 군인, 소방공무원이다.

## 생애
전라북도 장수군에서 출생하여 대한민국 육군 특수전사령부 부사관으로 7년 6개월을 복무한후 서울특별시 소방공무원으로 구조분야 특별 채용되었다. 홍제동 주택 화재에 출동하여 화재진압 중 건물이 붕괴되어 친한 선배인 장석찬을 포함한 동료 6명이 순직하였다. 이 사건을 계기로하여 소방관들의 열악한 근무환경과 외상후 스트레스에 대한 언론보도와 다큐에 여러 차례 출연하였다. 2006년 헌신적인 소방활동과 10년넘게 소년소녀 가장을 지원해온 공로로 《우리 시대 작은 영웅 10인》을, 국회 칭찬포럼에서 《칭찬상》을 수상하였다.

## 출연
- 《인간극장》[9]
- 《잡스》[10]
- 《아침마당》[11]
- 《꼬리의꼬리를무는그날이야기》

## 상훈
- 《국회 칭찬포럼 칭찬상》
- 《우리 시대 작은 영웅 10인》